# Олівер Нойвілль
Олівер Нойвілль (нім. Oliver Neuville, нар. 1 травня 1973, Локарно) — німецький футболіст, нападник. По завершенні ігрової кар'єри — тренер.

## Біографія
Батько Нойвілля – німець, мати – італійка, дід – бельгієць. Вперше він зіграв за німецький клуб лише у віці 24 років. П'ять разів за кар'єру забивав за сезон у Бундеслізі 10 та більше м'ячів.
Перший матч за збірну Німеччини – 2 вересня 1998 року, перший гол – 31 березня 1999 року у ворота збірної Фінляндії. Учасник двох чемпіонатів світу – 2002 та 2006 років, на кожному з яких забив по м'ячу.
Нині живе у Німеччині у місті Менхенгладбах разом із дружиною та двома синами.

## Клубна кар'єра
Народився 1 травня 1973 року в місті Локарно. Вихованець юнацьких команд футбольних клубів «Гамбаргоно» та «Локарно».
У дорослому футболі дебютував 1992 року виступами за «Серветт», в якому провів чотири сезони, взявши участь у 91 матчі чемпіонату. За цей час виборов титул чемпіона Швейцарії.
Згодом грав у складі іспанського «Тенерифе» та німецької «Ганзи».
Своєю грою за останню команду привернув увагу представників тренерського штабу клубу «Баєр 04», до складу якого приєднався 1999 року. Відіграв за команду з Леверкузена наступні п'ять сезонів своєї ігрової кар'єри. Більшість часу, проведеного у складі «Баєра», був основним гравцем атакувальної ланки команди. За цей час допоміг клубу двічі стати віце-чемпіоном Німеччини, а також стати фіналістом Ліги чемпіонів.
2004 року на правах вільного агента уклав контракт з «Боруссією» (Менхенгладбах), у складі якого провів наступні шість років своєї кар'єри гравця. Граючи у складі «Боруссії» також здебільшого виходив на поле в основному складі команди.
Завершив професійну ігрову кар'єру у 37 років у клубі «Армінія» (Білефельд), за яку недовго виступав протягом 2010 року.

## Виступи за збірну
Незважаючи на те, що Нойвілль народився в Швейцарії, його батько був німцем, тому Олівер вирішив виступати за свою історичну батьківщину. 2 вересня 1998 року він дебютував в офіційних матчах у складі національної збірної Німеччини в товариській грі проти збірної Мальти. Нойвілль вийшов на останні п'ятнадцять хвилин матчу замість Маріо Баслера, а його збірна перемогла з рахунком 2-1.
У складі збірної був учасником розіграшу Кубка Конфедерацій 1999 року у Мексиці, чемпіонату світу 2002 року в Японії і Південній Кореї, де разом з командою здобув «срібло», чемпіонату світу 2006 року у Німеччині, на якому команда здобула бронзові нагороди, та чемпіонату Європи 2008 року в Австрії та Швейцарії, де разом з командою здобув «срібло».
Всього протягом кар'єри у національній команді, яка тривала 11 років, провів у формі головної команди країни 69 матчів, забивши 10 голів.

## Кар'єра тренера
.

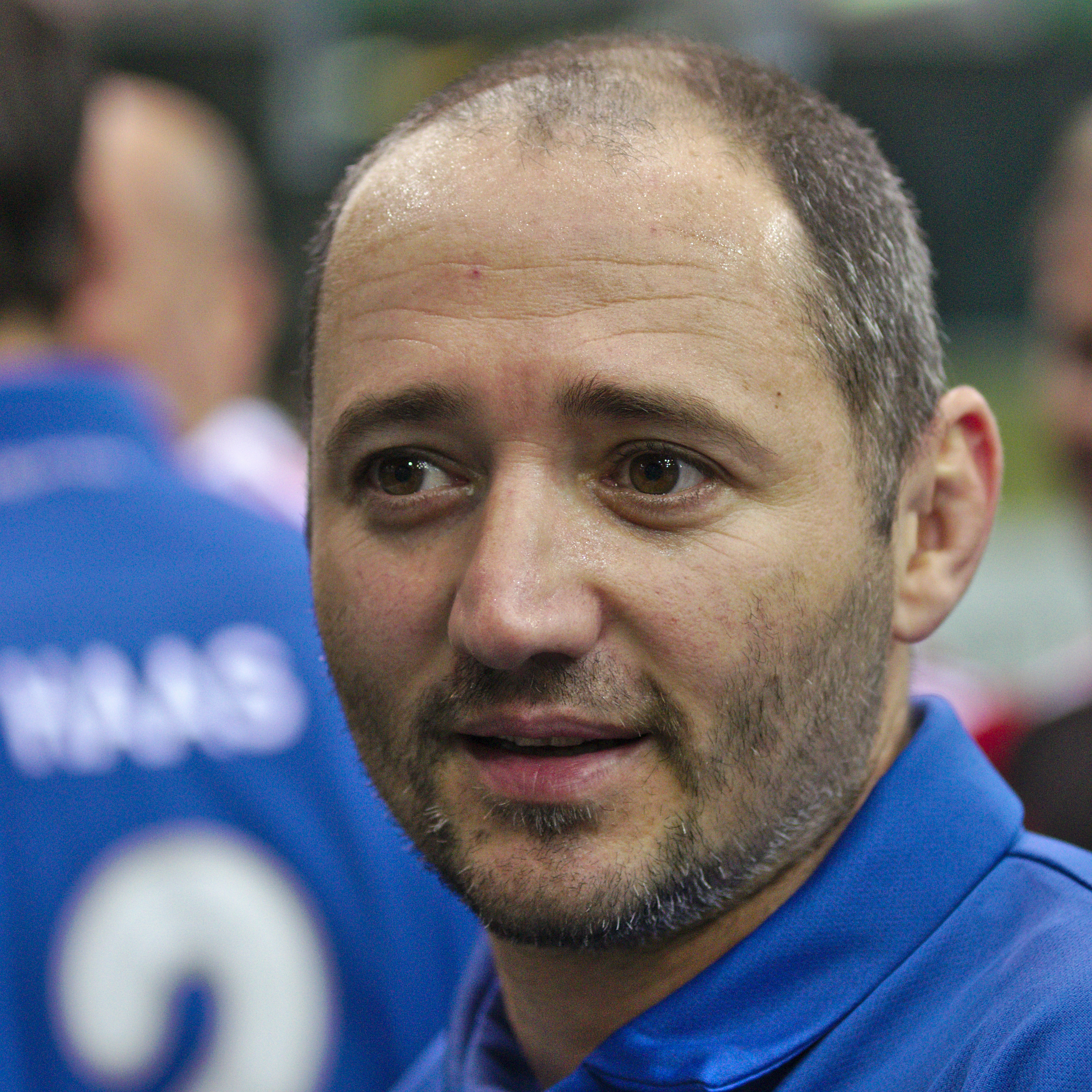

Розпочав тренерську кар'єру відразу ж по завершенні кар'єри гравця, 2010 року, очоливши тренерський штаб молодіжної команди «Боруссії» (Менхенгладбах). Наразі досвід тренерської роботи обмежується цим клубом.

## Титули і досягнення
- Чемпіон Швейцарії (1):

«Серветт»: 1993-94
- Віце-чемпіон світу: 2002
- Бронзовий призер чемпіонату світу: 2006
- Віце-чемпіон Європи: 2008